# Ragne Wiklund
Ragne Wiklund (* 9. Mai 2000 in Oslo) ist eine norwegische Eisschnellläuferin.

## Werdegang
Wiklund lief im November 2017 in Stavanger erstmals im Eisschnelllauf-Weltcup und belegte dabei jeweils in der B-Gruppe den 26. Platz über 5000 m und den 22. Rang über 1500 m. In der Saison 2018/19 holte sie bei den Juniorenweltmeisterschaften 2019 in Baselga di Piné über 1500 m und im Mehrkampf jeweils die Bronzemedaille und über 3000 m die Goldmedaille und belegte bei den Einzelstreckenweltmeisterschaften 2019 in Inzell den 19. Platz über 1500 m. Im folgenden Jahr errang sie bei den Europameisterschaften in Heerenveen den 17. Platz über 1500 m. Zu Beginn der Saison 2020/21 wurde sie in Hamar norwegische Meisterin über 3000 und 5000 m und kam bei den folgenden Europameisterschaften in Heerenveen auf den sechsten Platz im Mehrkampf. Im Weltcup erreichte sie mit zwei dritten Plätzen in der Teamverfolgung ihre erste Podestplatzierungen im Weltcup. Zudem kam sie im Einzel zweimal auf den siebten Platz und erreichte den neunten Platz im Gesamtweltcup der Langdistanzen und den achten Rang im Gesamtweltcup über 1500 m. Beim Saisonhöhepunkt, den Einzelstreckenweltmeisterschaften 2021 in Heerenveen, wurde sie Weltmeisterin über 1500 m.

## Persönliche Bestzeiten
- 500 m: 39,59 s (aufgestellt am 5. März 2022 in Hamar)
- 1000 m: 1:14,11 min (aufgestellt am 4. Dezember 2021 in Salt Lake City)
- 1500 m: 1:52,47 min (aufgestellt am 12. Dezember 2021 in Calgary)
- 3000 m: 3:54,86 min (aufgestellt am 1. Februar 2025 in Milwaukee)
- 5000 m: 6:52,86 min (aufgestellt am 16. Dezember 2022 in Calgary)

## Teilnahmen an Olympischen Winterspielen und Weltmeisterschaften

### Olympische Spiele
- 2022 Peking: 5. Platz 3000 m, 5. Platz 5000 m, 6. Platz Teamverfolgung, 12. Platz 1500 m, 18. Platz 1000 m

### Einzelstreckenweltmeisterschaften
- 2019 Inzell: 19. Platz 1500 m
- 2021 Heerenveen: 1. Platz 1500 m, 4. Platz Teamverfolgung, 4. Platz 3000 m, 6. Platz 5000 m
- 2023 Heerenveen: 1. Platz 3000 m, 2. Platz 1500 m, 2. Platz 500 m, 5. Platz Teamverfolgung
- 2024 Calgary: 4. Platz 5000 m, 5. Platz 3000 m, 14. Platz 1500 m
- 2025 Hamar: 2. Platz 5000 m, 4. Platz 3000 m, 6. Platz Teamverfolgung, 7. Platz 1500 m

### Mehrkampfweltmeisterschaften
- 2022 Hamar: 4. Platz Kleiner Vierkampf
- 2024 Inzell: 6. Platz Kleiner Vierkampf

## Weltcupsiege im Einzel
| Nr. | Datum             | Ort                 | Disziplin |
| --- | ----------------- | ------------------- | --------- |
| 1.  | 11. November 2022 | Stavanger           | 3000 m    |
| 2.  | 9. Dezember 2022  | Calgary             | 3000 m    |
| 3.  | 10. Februar 2023  | Tomaszów Mazowiecki | 3000 m    |
| 4.  | 17. Februar 2023  | Tomaszów Mazowiecki | 3000 m    |
| 5.  | 18. Februar 2023  | Tomaszów Mazowiecki | 1500 m    |
| 6.  | 12. November 2023 | Obihiro             | 3000 m    |
| 7.  | 19. November 2023 | Peking              | 3000 m    |
| 8.  | 8. Dezember 2023  | Tomaszów Mazowiecki | 3000 m    |
| 9.  | 30. November 2024 | Peking              | 3000 m    |
| 10. | 22. Februar 2025  | Tomaszów Mazowiecki | 3000 m    |
| 11. | 1. März 2025      | Heerenveen          | 3000 m    |